# Papel Moneda

Papel Moneda (1977) es una novela de Ken Follett que según él mismo, es la mejor de las que no han tenido éxito. El autor ambienta la trama en los enredos de los mundos periodísticos, financieros, políticos y delictivos del Londres moderno. Afirma que en momento de escribirla expresaba lo que él pensaba de las conexiones entre los citados mundos. Pasados unos años, declara que no es capaz de confirmar sus pensamientos.
No obstante, a día de hoy ya es Best Seller

## Argumento
Relato que se desarrolla en un solo día y narra las vivencias de un periódico vespertino londinense. Cada capítulo de la novela se corresponde con una hora de ese día y relata la teoría del autor sobre las conexiones de los entornos periodísticos, financieros, políticos y delictivos.
Un afamado financiero londinense se une al entorno de los bajos fondos para obtener información privilegiada que le permita tomar el control de una empresa. Chantaje, atraco, coacción son investigados por un periódico que da con la noticia de forma casi casual. El periodista encargado de la investigación es acallado por la propia corporación empresarial dueña del periódico debido a sus intereses financieros con el hecho investigado.
- Datos: Q1771668